# Sindaci di Padova
Di seguito l'elenco cronologico dei sindaci di Padova e delle altre figure apicali equivalenti che si sono succedute nel corso della storia.

## Regno d'Italia (1805-1813)
| Periodo | Periodo | Primo cittadino | Partito | Carica  | Note |
| ------- | ------- | --------------- | ------- | ------- | ---- |
| 1805    | 1811    | Gaetano Onesti  |         | Podestà |      |
| 1811    | 1813    | Girolamo da Rio |         | Podestà |      |

## Regno Lombardo-Veneto (1815-1866)
| Periodo | Periodo | Primo cittadino               | Partito | Carica         | Note |
| ------- | ------- | ----------------------------- | ------- | -------------- | ---- |
| 1815    | 1816    | Girolamo da Rio               |         | Primo Deputato |      |
| 1816    | 1824    | Antonio Venturini             |         | Primo Deputato |      |
| 1824    | 1832    | Andrea Saggini                |         | Primo Deputato |      |
| 1832    | 1835    | Francesco Fioravanti Onesti   |         | Primo Deputato |      |
| 1835    | 1840    | Benedetto Trevisan            |         | Primo Deputato |      |
| 1840    | 1846    | Giovanni Battista Valvasori   |         | Primo Deputato |      |
| 1846    | 1848    | Achille De Zigno              |         | Primo Deputato |      |
| 1848    | 1848    | Andrea Cittadella Vigodarzere |         | Primo Deputato |      |
| 1848    | 1856    | Achille De Zigno              |         | Primo Deputato |      |
| 1857    | 1866    | Francesco De Lazara           |         | Primo Deputato |      |

## Regno d'Italia (1866-1946)
| Periodo           | Periodo           | Primo cittadino                                   | Partito                    | Carica                  | Note  |
| ----------------- | ----------------- | ------------------------------------------------- | -------------------------- | ----------------------- | ----- |
| 1866              | 1866              | Gioacchino Napoleone Pepoli                       |                            | commissario regio       |       |
| 5 dicembre 1866   | 21 novembre 1870  | Andrea Meneghini                                  |                            | sindaco                 |       |
| 21 novembre 1870  | 187?              | Giovanni Tomasoni                                 |                            | assessore               |       |
| 187?              | 9 ottobre 1871    | Giuseppe Cristina                                 |                            | assessore               |       |
| 9 ottobre 1871    | 7 settembre 1874  | Francesco Piccoli                                 |                            | sindaco                 |       |
| 7 settembre 1874  | 1º settembre 1876 | Francesco Piccoli                                 |                            | sindaco                 |       |
| 2 settembre 1876  | 1º settembre 1878 | Francesco Piccoli                                 |                            | sindaco                 |       |
| 2 settembre 1878  | 31 luglio 1881    | Francesco Piccoli                                 |                            | sindaco                 |       |
| 22 dicembre 1881  | 11 marzo 1885     | Antonio Tolomei                                   |                            | sindaco                 |       |
| 1885              | 24 settembre 1886 | Francesco Fanzago                                 |                            | sindaco                 |       |
| 1886              | 1888              | Antonio Scapin, Giuseppe Salvadego, Luigi Manzoni |                            | assessori anziani       |       |
| 1888              | 20 dicembre 1889  | Pasquale Colpi                                    |                            | sindaco                 |       |
| 7 gennaio 1890    | 5 settembre 1890  | Pasquale Colpi                                    |                            | sindaco                 |       |
| 1º settembre 1890 | 8 settembre 1893  | Vettor Giusti del Giardino                        |                            | sindaco                 |       |
| 26 ottobre 1893   | 15 settembre 1896 | Emiliano Barbaro                                  |                            | sindaco                 |       |
| 3 ottobre 1896    | 11 marzo 1897     | Emiliano Barbaro                                  |                            | sindaco                 |       |
| 26 aprile 1897    | 25 luglio 1899    | Vettor Giusti del Giardino                        |                            | sindaco                 |       |
| 1899              | 1900              | Luigi Londero                                     |                            | commissario regio       |       |
| 6 marzo 1900      | 10 novembre 1904  | Vittorio Moschini                                 |                            | sindaco                 |       |
| 24 novembre 1904  | 26 luglio 1905    | Saladino Saladini Pilastri                        |                            | commissario regio       |       |
| 25 novembre 1904  | 23 luglio 1905    | Giacomo Levi Civita                               |                            | sindaco                 |       |
| 11 dicembre 1905  | 6 agosto 1906     | Giacomo Levi Civita                               |                            | sindaco                 |       |
| 7 agosto 1906     | 2 novembre 1910   | Francesco Giusti del Giardino                     |                            | sindaco                 |       |
| 3 novembre 1910   | 7 maggio 1912     | Adolfo Cardin Fontana                             |                            | sindaco                 |       |
| 3 luglio 1912     | 25 novembre 1919  | Leopoldo Ferri                                    |                            | sindaco                 |       |
| ottobre 1920      | 1924              | Giovanni Milani                                   |                            | sindaco                 |       |
| 23 maggio 1924    | 31 dicembre 1926  | Donato Etna + altri 7 commissari                  |                            | commissario prefettizio |       |
| gennaio 1927      | aprile 1931       | Francesco Giusti del Giardino                     |                            | podestà                 |       |
| 1931              | 1935              | Lorenzo Francesco Lonigo                          |                            | podestà                 |       |
| 1935              | 6 settembre 1943  | Guido Solitro                                     |                            | podestà                 |       |
| 7 settembre 1943  | 14 ottobre 1943   | Luigi Attardi                                     |                            | commissario prefettizio |       |
| 15 ottobre 1943   | 7 settembre 1944  | Secondo Polazzo                                   |                            | commissario prefettizio |       |
| 10 dicembre 1944  | 1945              | Federico Formisano                                |                            | podestà                 |       |
| 28 aprile 1945    | 19 aprile 1946    | Giuseppe Schiavon                                 | Partito Comunista Italiano | sindaco                 | [ 1 ] |

## Repubblica Italiana (dal 1946)
| Sindaci eletti dal Consiglio comunale (1946-1995)    | Sindaci eletti dal Consiglio comunale (1946-1995) | Sindaci eletti dal Consiglio comunale (1946-1995) | Sindaci eletti dal Consiglio comunale (1946-1995) | Sindaci eletti dal Consiglio comunale (1946-1995) | Sindaci eletti dal Consiglio comunale (1946-1995) | Sindaci eletti dal Consiglio comunale (1946-1995) | Sindaci eletti dal Consiglio comunale (1946-1995) | Sindaci eletti dal Consiglio comunale (1946-1995) |
| Nominativo                                           | Nominativo                                        | Partito                                           | Partito                                           | Partito                                           | Partito                                           | Mandato                                           | Mandato                                           | Elezione                                          |
| Nominativo                                           | Nominativo                                        | Partito                                           | Partito                                           | Partito                                           | Partito                                           | Inizio                                            | Fine                                              | Elezione                                          |
| ---------------------------------------------------- | ------------------------------------------------- | ------------------------------------------------- | ------------------------------------------------- | ------------------------------------------------- | ------------------------------------------------- | ------------------------------------------------- | ------------------------------------------------- | ------------------------------------------------- |
|                                                      | Gastone Costa                                     |                                                   | Partito Socialista Italiano di Unità Proletaria   | Partito Socialista Italiano di Unità Proletaria   | Partito Socialista Italiano di Unità Proletaria   | 19 aprile 1946                                    | 26 aprile 1947                                    | Elezione 1946                                     |
|                                                      | Cesare Crescente                                  |                                                   | Democrazia Cristiana                              | Democrazia Cristiana                              | Democrazia Cristiana                              | 26 aprile 1947                                    | 1951                                              | Elezione 1946                                     |
| 1951                                                 | Cesare Crescente                                  | 1956                                              | Democrazia Cristiana                              | Democrazia Cristiana                              | Democrazia Cristiana                              | Elezione 1951                                     |                                                   |                                                   |
| 1956                                                 | Cesare Crescente                                  | 1960                                              | Democrazia Cristiana                              | Democrazia Cristiana                              | Democrazia Cristiana                              | Elezione 1956                                     |                                                   |                                                   |
| 1960                                                 | Cesare Crescente                                  | 1964                                              | Democrazia Cristiana                              | Democrazia Cristiana                              | Democrazia Cristiana                              | Elezione 1960                                     |                                                   |                                                   |
| 1964                                                 | Cesare Crescente                                  | 12 dicembre 1970                                  | Democrazia Cristiana                              | Democrazia Cristiana                              | Democrazia Cristiana                              | Elezione 1964                                     |                                                   |                                                   |
|                                                      | Ettore Bentsik                                    |                                                   | Democrazia Cristiana                              | Democrazia Cristiana                              | Democrazia Cristiana                              | 12 dicembre 1970                                  | 1975                                              | Elezione 1970                                     |
| 1975                                                 | Ettore Bentsik                                    | 5 maggio 1977                                     | Democrazia Cristiana                              | Democrazia Cristiana                              | Democrazia Cristiana                              | Elezione 1975                                     |                                                   |                                                   |
|                                                      | Luigi Merlin                                      |                                                   | Democrazia Cristiana                              | Democrazia Cristiana                              | Democrazia Cristiana                              | Elezione 1975                                     | 5 maggio 1977                                     | 9 aprile 1980                                     |
|                                                      | Ettore Bentsik                                    |                                                   | Democrazia Cristiana                              | Democrazia Cristiana                              | Democrazia Cristiana                              | 9 aprile 1980                                     | 28 aprile 1981                                    | Elezione 1980                                     |
|                                                      | Guido Montesi                                     |                                                   | Democrazia Cristiana                              | Democrazia Cristiana                              | Democrazia Cristiana                              | 28 aprile 1981                                    | 26 agosto 1982                                    | Elezione 1980                                     |
|                                                      | Settimo Gottardo                                  |                                                   | Democrazia Cristiana                              | Democrazia Cristiana                              | Democrazia Cristiana                              | 26 agosto 1982                                    | 1985                                              | Elezione 1980                                     |
| 1985                                                 | Settimo Gottardo                                  | 7 giugno 1987                                     | Democrazia Cristiana                              | Democrazia Cristiana                              | Democrazia Cristiana                              | Elezione 1985                                     |                                                   |                                                   |
|                                                      | Paolo Giaretta                                    |                                                   | Democrazia Cristiana                              | Democrazia Cristiana                              | Democrazia Cristiana                              | Elezione 1985                                     | 7 giugno 1987                                     | 1990                                              |
| 1990                                                 | Paolo Giaretta                                    | 21 giugno 1993                                    | Democrazia Cristiana                              | Democrazia Cristiana                              | Democrazia Cristiana                              | Elezione 1990                                     |                                                   |                                                   |
|                                                      | Flavio Zanonato                                   |                                                   | Partito Democratico della Sinistra                | Partito Democratico della Sinistra                | Partito Democratico della Sinistra                | Elezione 1990                                     | 23 giugno 1993                                    | 8 maggio 1995                                     |
| Sindaci eletti direttamente dai cittadini (dal 1995) |                                                   |                                                   |                                                   |                                                   |                                                   |                                                   |                                                   |                                                   |
| Nominativo                                           | Nominativo                                        | Partito                                           | Partito                                           | Coalizione                                        | Coalizione                                        | Mandato                                           | Mandato                                           | Elezione                                          |
| Nominativo                                           | Nominativo                                        | Partito                                           | Partito                                           | Coalizione                                        | Coalizione                                        | Inizio                                            | Fine                                              | Elezione                                          |
|                                                      | Flavio Zanonato                                   |                                                   | Partito Democratico della Sinistra                |                                                   | PDS-FL-PRI                                        | 8 maggio 1995                                     | 27 giugno 1999                                    | Elezione 1995                                     |
|                                                      | Giustina Mistrello Destro                         |                                                   | Forza Italia                                      |                                                   | FI-AN-L. civiche                                  | 27 giugno 1999                                    | 15 giugno 2004                                    | Elezione 1999                                     |
|                                                      | Flavio Zanonato                                   |                                                   | Democratici di Sinistra                           |                                                   | DS-SDI-DL-FdV-PRC-L. civiche                      | 15 giugno 2004                                    | 24 giugno 2009                                    | Elezione 2004                                     |
|                                                      | Flavio Zanonato                                   | Partito Democratico                               |                                                   | PD-IdV-SEL-PRC-L. civiche                         | 24 giugno 2009                                    | 10 giugno 2013                                    | Elezione 2009                                     |                                                   |
|                                                      | Ivo Rossi (Vicesindaco f.f.)                      |                                                   | Partito Democratico                               | PD-IdV-SEL-PRC-L. civiche                         | 10 giugno 2013                                    | 10 giugno 2014                                    | Elezione 2009                                     |                                                   |
|                                                      | Massimo Bitonci                                   |                                                   | Lega Nord                                         |                                                   | FI-LN-L. civiche                                  | 10 giugno 2014                                    | 12 novembre 2016                                  | Elezione 2014                                     |
|                                                      | Michele Penta (Commissario prefettizio)           | –                                                 | –                                                 | –                                                 | –                                                 | 14 novembre 2016                                  | 11 febbraio 2017                                  | –                                                 |
|                                                      | Paolo De Biagi (Commissario straordinario)        | –                                                 | –                                                 | –                                                 | –                                                 | 11 febbraio 2017                                  | 28 giugno 2017                                    | –                                                 |
|                                                      | Sergio Giordani                                   |                                                   | Indipendente                                      |                                                   | PD-SI-AP-L. civiche                               | 28 giugno 2017                                    | 21 giugno 2022                                    | Elezione 2017                                     |
|                                                      | Sergio Giordani                                   | PD-AZ-SI-L. civiche                               | Indipendente                                      | 21 giugno 2022                                    | in carica                                         | Elezione 2022                                     |                                                   |                                                   |